# Кубок Албанії з футболу 2010—2011
Кубок Албанії з футболу 2010–2011 — 59-й розіграш кубкового футбольного турніру в Албанії. Титул здобула Тирана.

## Календар
| Раунд                   | Дата                          | Матчі | Клуби   |
| ----------------------- | ----------------------------- | ----- | ------- |
| Перший попередній раунд | 22 вересня 2010               | 8     | 44 → 36 |
| Другий попередній раунд | 29 вересня 2010               | 4     | 36 → 32 |
| 1/16 фіналу             | 20-26 жовтня/3 листопада 2010 | 32    | 32 → 16 |
| 1/8 фіналу              | 24-25 листопада/8 грудня 2010 | 16    | 16 → 8  |
| 1/4 фіналу              | 16 лютого/2 березня 2011      | 8     | 8 → 4   |
| 1/2 фіналу              | 16 березня/6 квітня 2011      | 4     | 4 → 2   |
| Фінал                   | 22 травня 2011                | 1     | 2 → 1   |

## Перший попередній раунд
| Команда 1              | Рахунок | Команда 2            |
| ---------------------- | ------- | -------------------- |
| 22 вересня 2010        |         |                      |
| Ерзені (3)             | 4:1     | Велечіку (3)         |
| Мемаляй (3)            | 2:0     | Хімара (3)           |
| Скрапарі (3)           | 3:1     | Олімпік (Тирана) (3) |
| Альбпетрол (3)         | 0:2     | Бутринті (3)         |
| Лузі 2008 (3)          | 2:0     | Ілірія (3)           |
| Турбіна (3)            | 1:3     | Сукті (3)            |
| Домосдова Прреньяс (3) | 2:0     | Дельвіна (3)         |
| Сопоті (3)             | 2:0     | Тепелєна (3)         |

## Другий попередній раунд
| Команда 1       | Рахунок | Команда 2              |
| --------------- | ------- | ---------------------- |
| 29 вересня 2010 |         |                        |
| Скрапарі (3)    | 2:0     | Ерзені (3)             |
| Мемаляй (3)     | 1:0     | Бутринті (3)           |
| Лузі 2008 (3)   | 2:1     | Сукті (3)              |
| Сопоті (3)      | 1:0     | Домосдова Прреньяс (3) |

## 1/16 фіналу
| Команда 1                  | Заг. | Команда 2       | 1-й матч | 2-й матч |
| -------------------------- | ---- | --------------- | -------- | -------- |
| 20 жовтня/3 листопада 2010 |      |                 |          |          |
| Лузі 2008 (3)              | 2:10 | Динамо (Тирана) | 0:3      | 2:7      |
| Скрапарі (3)               | 0:5  | Тирана          | 0:1      | 0:4      |
| Томорі (Берат) (2)         | 2:4  | Фламуртарі      | 0:0      | 2:4      |
| Вльора (2)                 | 1:7  | Шкумбіні        | 0:3      | 1:4      |
| Беселіджа (2)              | 1:7  | Бюліс (Балш)    | 1:3      | 0:4      |
| Ада (2)                    | 2:1  | Аполонія (2)    | 2:1      | 0:0      |
| Мемаляй (3)                | 3:4  | Лачі            | 1:1      | 2:3      |
| Партизані (2)              | 0:1  | Камза (2)       | 0:1      | 0:0      |
| Сопоті (3)                 | 2:10 | Беса            | 0:3      | 2:7      |
| Тарбуні Пука (2)           | 1:6  | Влазнія         | 1:1      | 0:5      |
| Мамурраш (2)               | 3:4  | Теута           | 2:3      | 1:1      |
| Буррель (2)                | 3:4  | Скендербеу      | 2:2      | 1:2      |
| Грамші (2)                 | 1:2  | Ельбасані       | 0:0      | 1:2      |
| Люфтерарі (2)              | 1:2  | Грамоці (2)     | 0:0      | 1:2      |
| Поградеці (2)              | 2:4  | Люшня (2)       | 1:0      | 1:4      |
| 26 жовтня/3 листопада 2010 |      |                 |          |          |
| Білішт Спорті (2)          | 2:4  | Кастріоті       | 2:2      | 0:2      |

## 1/8 фіналу
| Команда 1                  | Заг. | Команда 2       | 1-й матч | 2-й матч |
| -------------------------- | ---- | --------------- | -------- | -------- |
| 24 листопада/8 грудня 2010 |      |                 |          |          |
| Камза (2)                  | 2:5  | Динамо (Тирана) | 2:3      | 0:2      |
| Ада (2)                    | 2:5  | Тирана          | 0:3      | 2:2      |
| Бюліс (Балш)               | 1:0  | Фламуртарі      | 0:0      | 1:0      |
| Люшня (2)                  | 0:1  | Беса            | 0:0      | 0:1      |
| Грамоці (2)                | 2:6  | Лачі            | 2:2      | 0:4      |
| Ельбасані                  | 0:5  | Влазнія         | 0:1      | 0:4      |
| 25 листопада/8 грудня 2010 |      |                 |          |          |
| Кастріоті                  | 3:5  | Шкумбіні        | 1:3      | 2:2      |
| Скендербеу                 | 2:0  | Теута           | 0:0      | 2:0      |

## 1/4 фіналу
| Команда 1                | Заг.         | Команда 2       | 1-й матч | 2-й матч |
| ------------------------ | ------------ | --------------- | -------- | -------- |
| 16 лютого/2 березня 2011 |              |                 |          |          |
| Влазнія                  | 6:2          | Лачі            | 2:0      | 4:2      |
| Бюліс (Балш)             | 3:6          | Тирана          | 2:1      | 1:5      |
| Шкумбіні                 | 3:3 пен. 8:9 | Динамо (Тирана) | 2:1      | 1:2 дч   |
| Скендербеу               | 3:5          | Беса            | 1:3      | 2:2      |

## 1/2 фіналу
| Команда 1                | Заг.    | Команда 2       | 1-й матч | 2-й матч |
| ------------------------ | ------- | --------------- | -------- | -------- |
| 16 березня/6 квітня 2011 |         |                 |          |          |
| Влазнія                  | 2:2 (ч) | Динамо (Тирана) | 2:1      | 0:1      |
| Тирана                   | 2:1     | Беса            | 1:0      | 1:1      |

## Фінал
| 22 травня 2011 20:00 (UTC+2) |

| Тирана   | 1:1 дч   | Динамо (Тирана) |
| -------- | -------- | --------------- |
| Пеїч 52' | Протокол | Бркич 19'       |

| Ніко Дована, Дуррес Глядачів: 3 000 Арбітр: Лоренц Єміні |

|  |     | Пенальті |
|  | 4:3 |          |